# بوريس كريلوف
بوريس كريلوف (بالأوكرانية: Крилов Борис Юрійович)‏ هو رسام أوكراني، ولد في 6 أغسطس 1976 في بودابست في المجر.

## وصلات خارجية
- الموقع الرسمي